# عزیز صدیقوف
عزیز صدیقوف (انگلیسی: Aziz Sydykov؛ زادهٔ ۲۳ ژوئن ۱۹۹۲) بازیکن فوتبال اهل قرقیزستان است.
وی سابقه ۲۸ بازی در تیم ملی فوتبال قرقیزستان را در کارنامه دارد.